# Gesneria hypoclada
Gesneria hypoclada är en tvåhjärtbladig växtart som beskrevs av Ignatz Urban och Erik Leonard Ekman. Gesneria hypoclada ingår i släktet Gesneria och familjen Gesneriaceae. Inga underarter finns listade i Catalogue of Life.